# Chiesa di San Giovanni Battista (Riomaggiore)
La chiesa di San Giovanni Battista è un luogo di culto cattolico situato in via Pecunia, nel comune di Riomaggiore in provincia della Spezia. La chiesa è sede della parrocchia omonima del vicariato della Riviera della diocesi della Spezia-Sarzana-Brugnato.

## Storia e descrizione

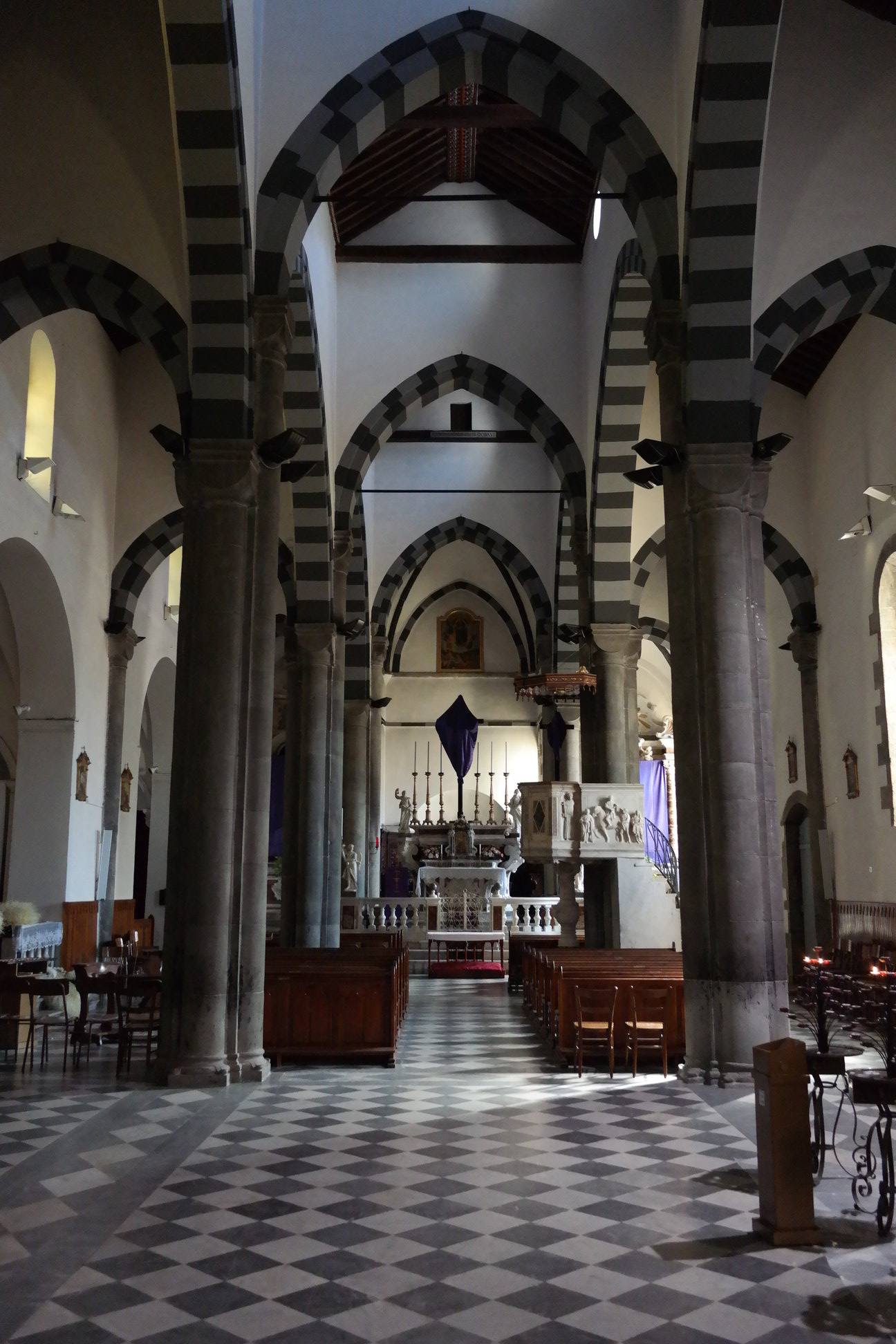
L'interno

L'edificio si trova nella parte alta del centro storico di Riomaggiore. 
Come afferma una lapide murata sulla sua facciata, la chiesa fu edificata nel 1340 per volere del vescovo di Luni Antonio Fieschi. 
Dell'impianto originario rimangono ancora oggi visibili, nel fianco destro della chiesa, le monofore e due portali in stile gotico, decorati con elementi zoomorfi e antropomorfi risalenti ad epoca romanica e vicini alla cultura antelamica.
A causa di un crollo, un'importante e significativa rivisitazione dell'intero edificio fu eseguita tra il 1870 e il 1871 con l'allungamento del complesso e il rifacimento della facciata nello stile neogotico conservandone, però, il trecentesco rosone in marmo bianco di Carrara.
L'interno è ripartito in tre navate, a pianta basilicale, e con archi ogivali. 
Tra le opere d'arte conservate sono, nella navata destra, un dipinto raffigurante la Predicazione di Giovanni Battista, opera del pittore sarzanese Domenico Fiasella, un trittico con La Vergine e il Bambino tra i santi Rocco e Sebastiano attribuito al Maestro delle Cinque Terre, un Crocifisso in legno di Anton Maria Maragliano e il pulpito marmoreo del 1663 che reca un altorilievo del 1530 con San Martino e il povero, tra i santi Anna e Gioacchino.
Il presbiterio e le due cappelle terminali, chiuse tutte da una balaustra con statue, presentano un aspetto tardobarocco. Dietro l'altare maggiore, anch'esso adornato con due statue settecentesche, è il bel coro ligneo settecentesco. Altri due altari marmorei sono ai lati, quello di destra ospita un gruppo scultoreo con la Madonna col Bambino.
L'organo, del 1851, è della pistoiese ditta Agati.

## Galleria d'immagini

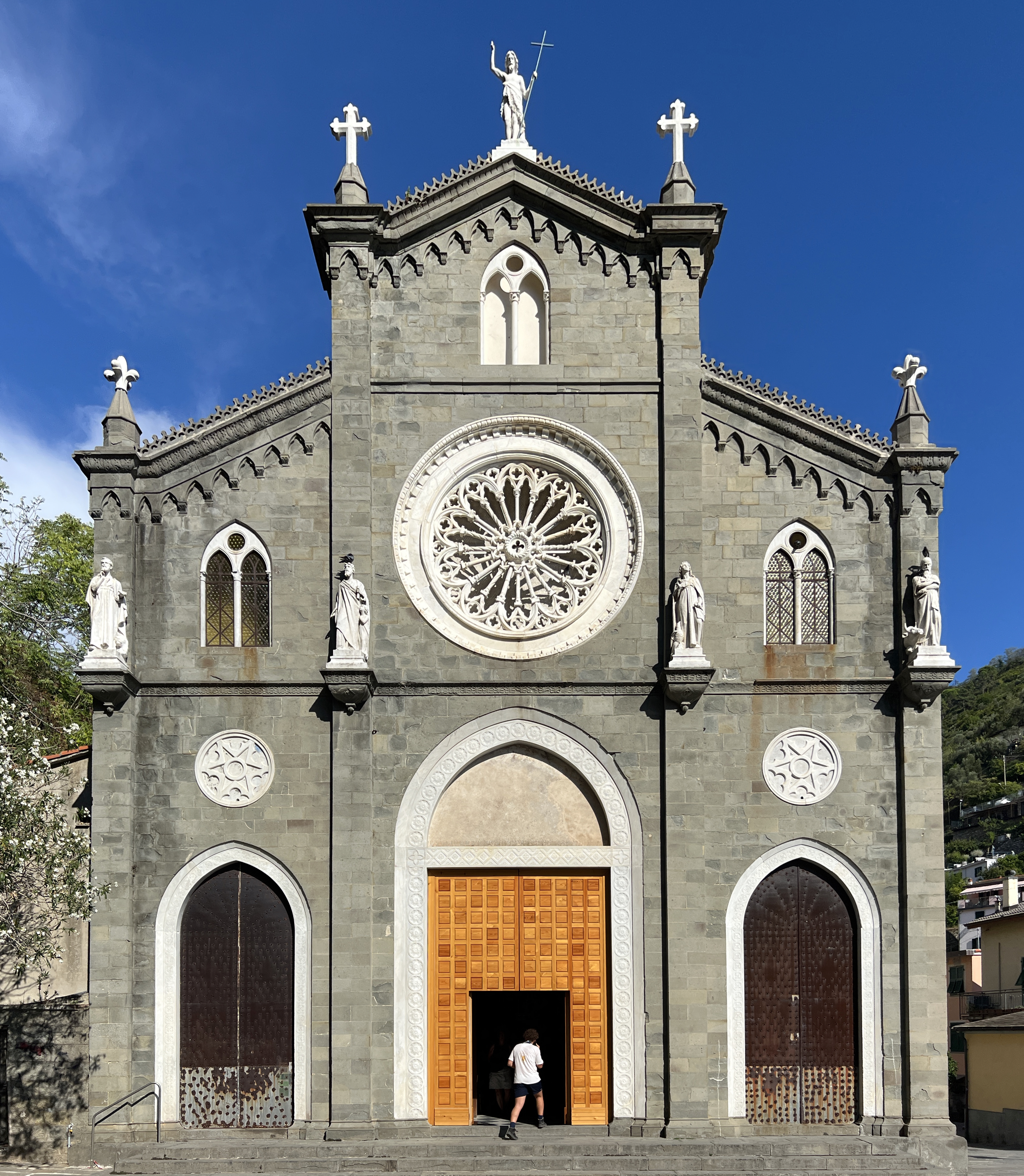
Facciata
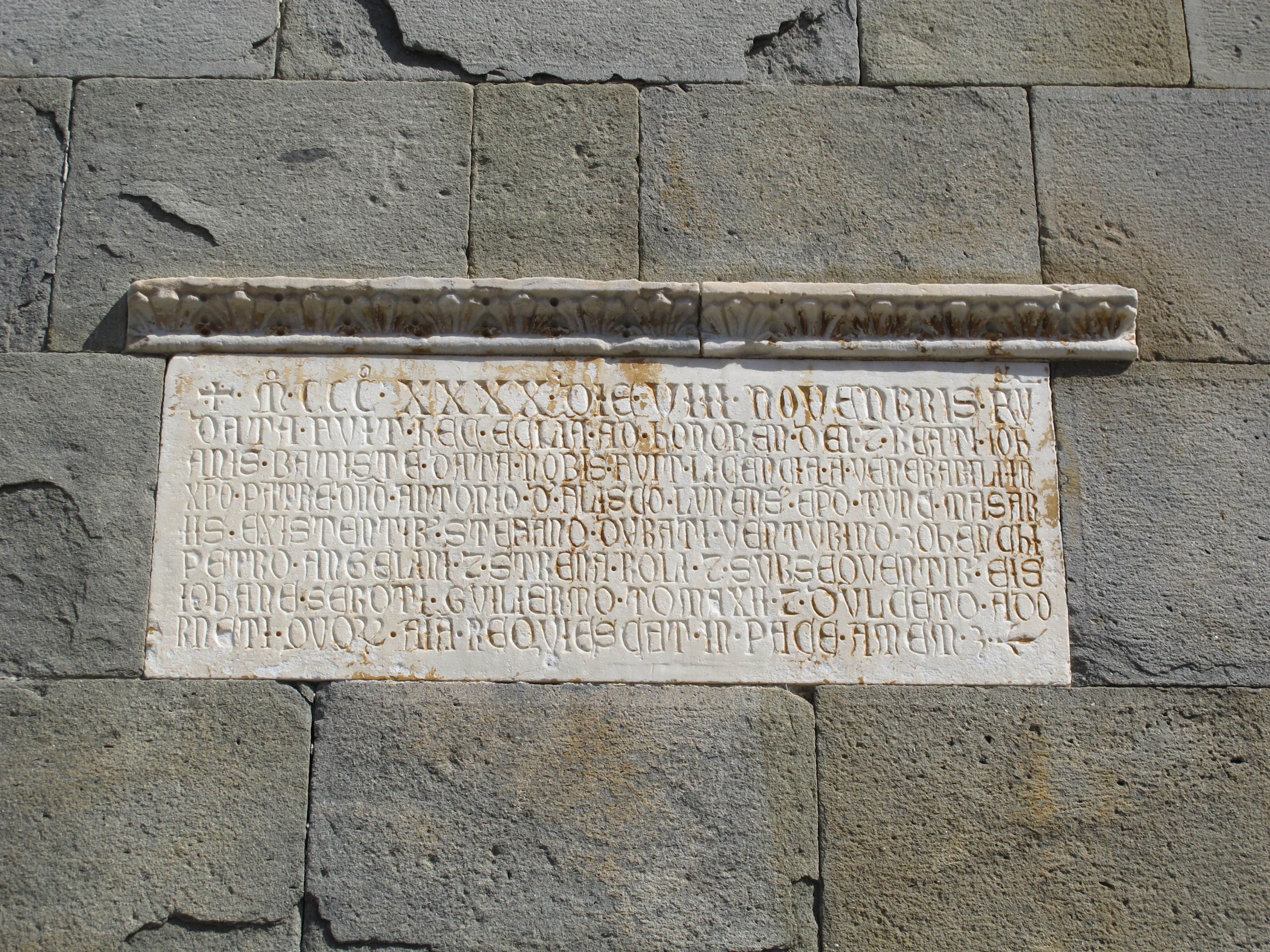
Dedica di fondazione 1340
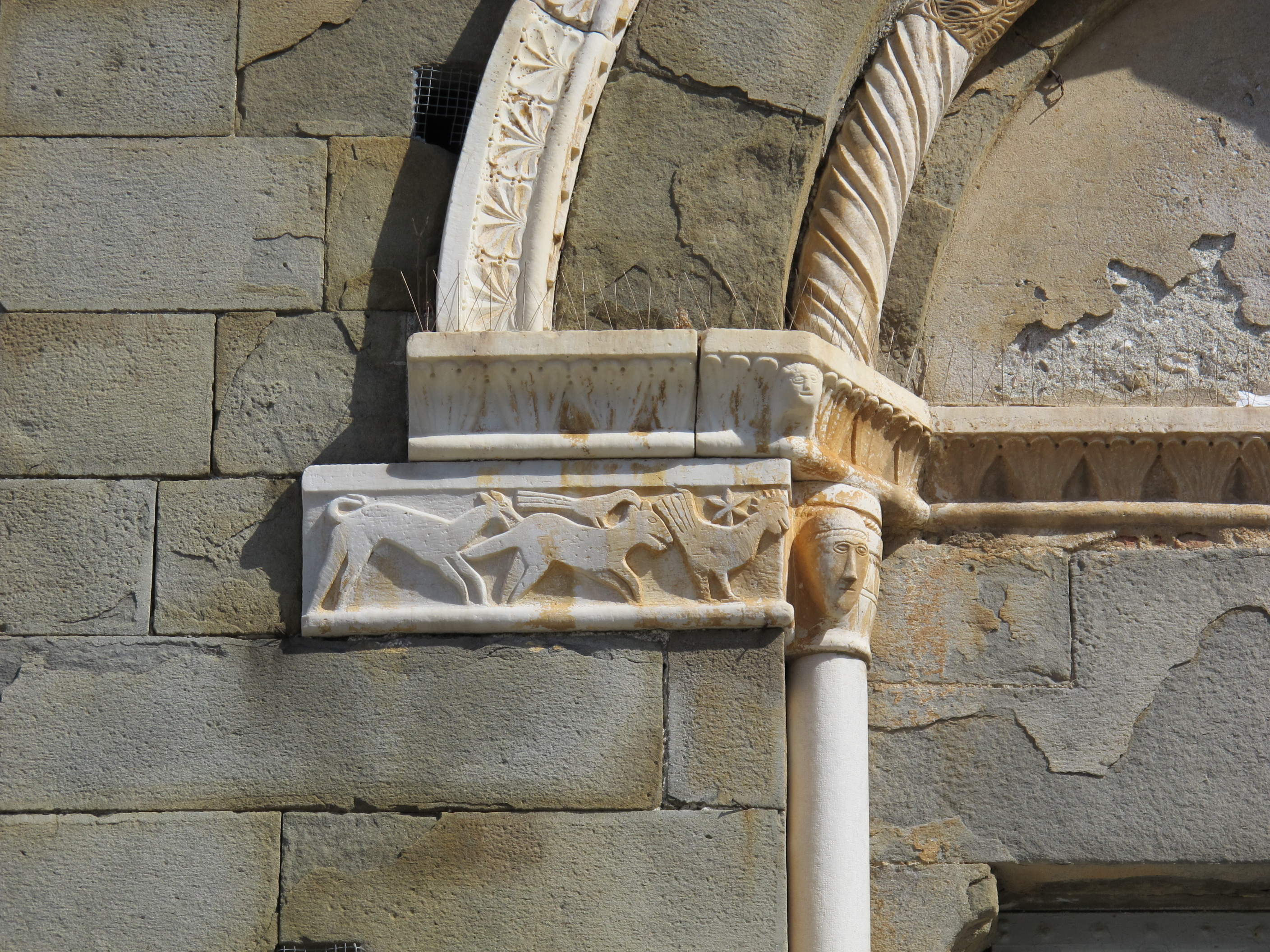
Portale laterale particolare
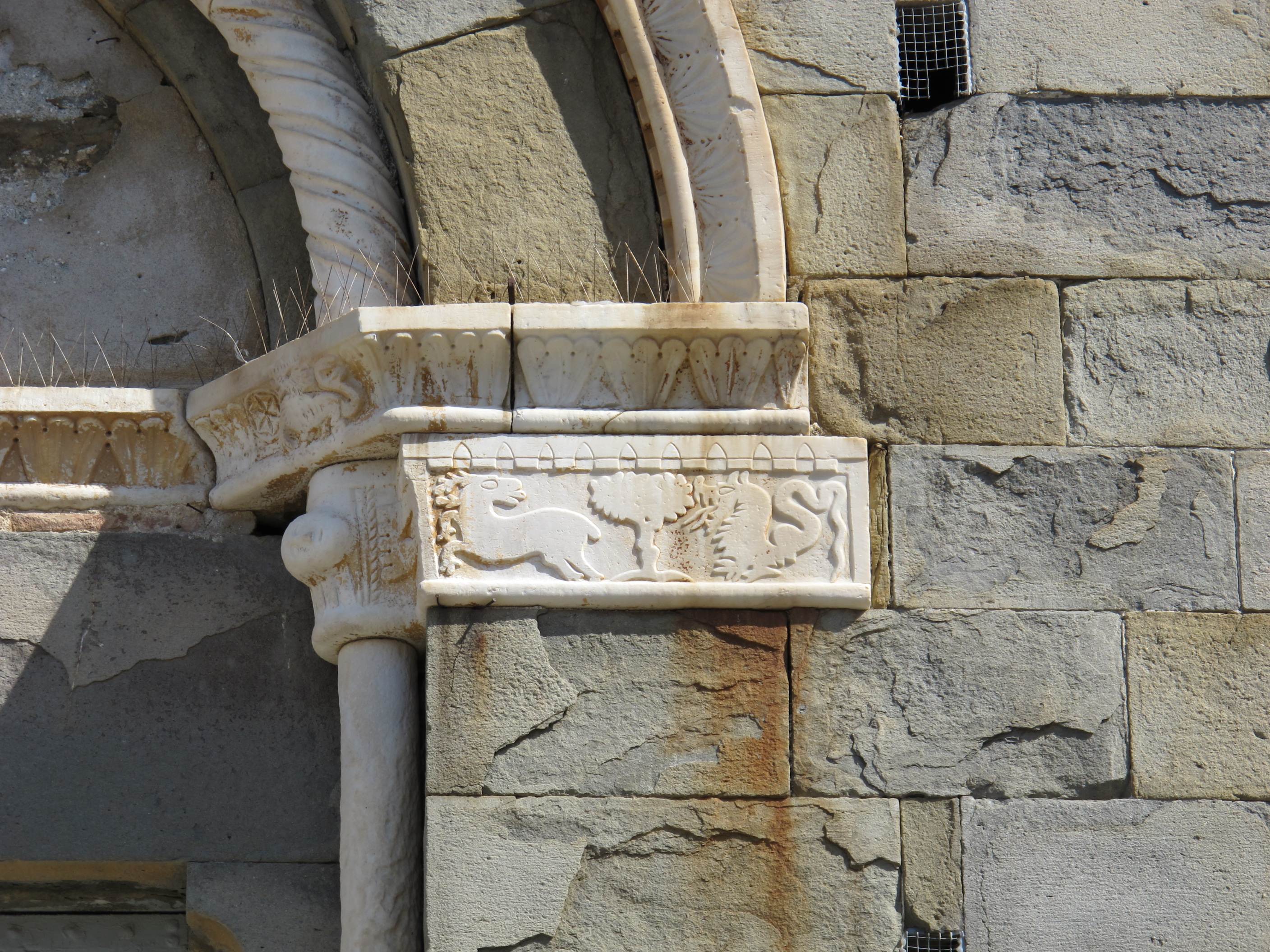
Portale laterale particolare
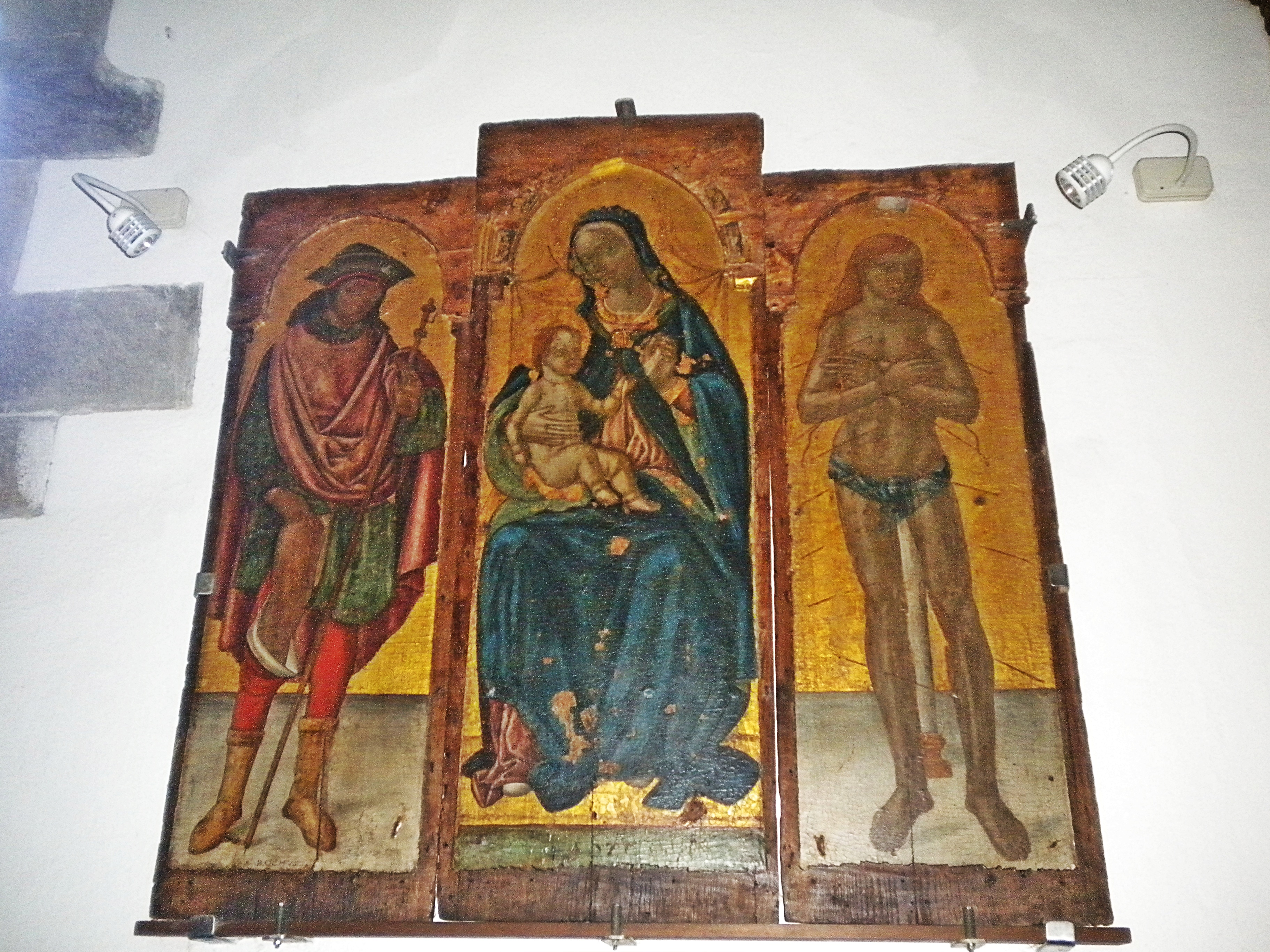
Maestro delle Cinque Terre Trittico, 1507
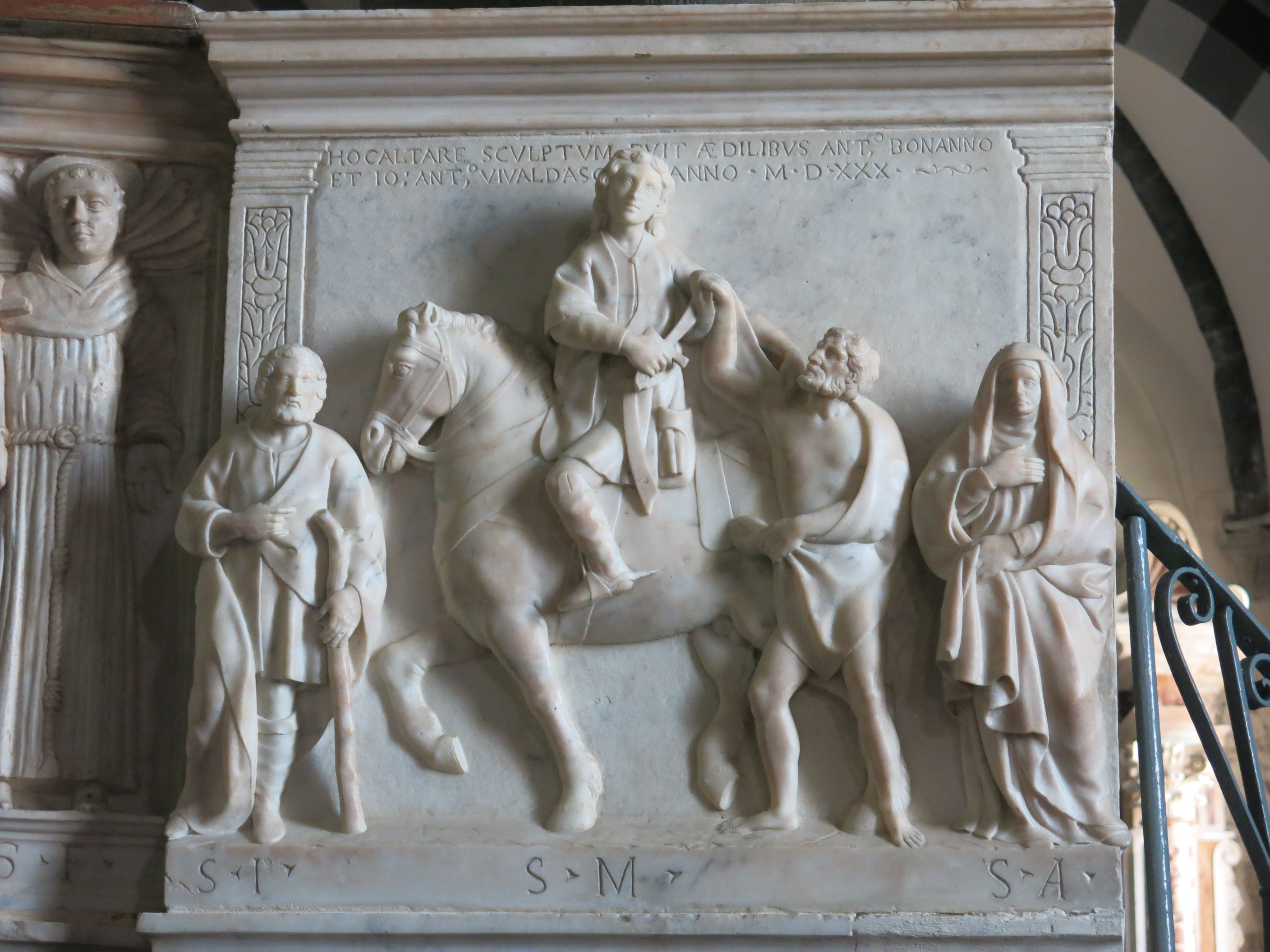
San Martino e il povero con i santi Anna e Gioacchino 1530
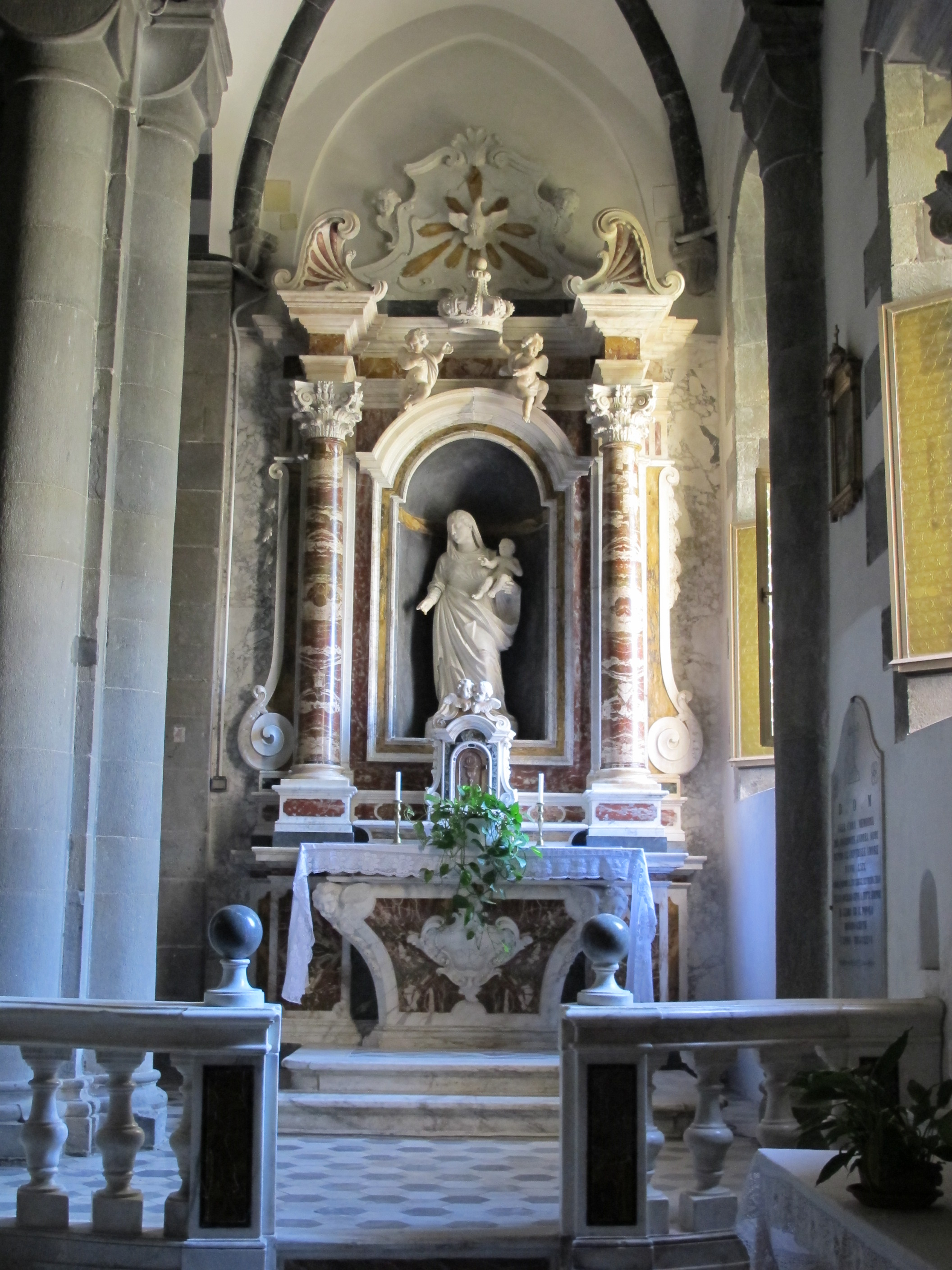
Altare